# René Ledent
Pour les articles homonymes, voir Ledent.
René Ledent est un footballeur belge né le 8 novembre 1907.

## Biographie
Il a été attaquant au Standard de Liège, avant-guerre. Il a marqué 69 buts en 188 matches de championnat et a été vice-champion de Belgique en 1928 avec les Rouches.
Il a joué trois matches avec les Diables Rouges. Il a fait partie du groupe retenu pour la Coupe du monde 1934 en Italie, mais n'a participé à aucune rencontre.

## Palmarès
- International belge A de 1928 à 1934 (3 sélections)
- Premier match international : le 8 janvier 1928, Belgique-Autriche (1-2)
- Présélectionné à la Coupe du monde en 1934 en Italie (ne joue pas)
- Vice-Champion de Belgique en 1928 et en 1936 avec le Standard de Liège